# Алгабаський сільський округ (Акжаїцький район)
Алгаба́ський сільський округ (каз. Алғабас ауылдық округі, рос. Алгабасский сельский округ) — адміністративна одиниця у складі Акжаїцького району Західноказахстанської області Казахстану. Адміністративний центр — село Алгабас.
Населення — 1756 осіб (2021; 2447 у 2009, 2902 у 1999, 3251 у 1989).
Станом на 1989 рік існувала Кіровська сільська рада (села Бесоба, Верхнєвологино, Гідроузел, Горбуново, Карагай, Тельново). Село Бесоба було ліквідовано 2020 року.

## Склад
До складу округу входять такі населені пункти:
| Населений пункт | Старі назви                     | Населення, осіб (1989) | Населення, осіб (1999) | Населення, осіб (2009) | Населення, осіб (2021) |
| --------------- | ------------------------------- | ---------------------- | ---------------------- | ---------------------- | ---------------------- |
| Алгабас, село   | Верхнєвологино, Верховологино   | 1322                   | 1244                   | 1189                   | 1030                   |
| Бесоба, село    | -                               | 290                    | 180                    | 75                     | -                      |
| Жанажол, село   | Горбуново                       | 432                    | 458                    | 415                    | 333                    |
| Карагай, село   | -                               | 412                    | 381                    | 291                    | 102                    |
| Тегісжол, село  | Тельново                        | 532                    | 374                    | 228                    | 124                    |
| Тоган, село     | Кіровський гідроузел, Гідроузел | 263                    | 265                    | 249                    | 167                    |